# مارفن تشيستر
مارفن تشيستر (بالإنجليزية: Marvin Chester)‏ هو فيزيائي أمريكي، ولد في 29 ديسمبر 1930 في نيويورك في الولايات المتحدة، وتوفي في 22 أبريل 2016 في سانتا كروز في الولايات المتحدة.